# Bulbophyllum meridense
Bulbophyllum meridense är en orkidéart som beskrevs av Heinrich Gustav Reichenbach. Bulbophyllum meridense ingår i släktet Bulbophyllum och familjen orkidéer. Inga underarter finns listade i Catalogue of Life.